# Warcisław V
Warcisław V (ur. ok. lub zap. 1 listopada 1326 w Greifswaldzie, zm. między 18 października a 31 grudnia 1390 w Stralsundzie) –  pogrobowy syn Warcisława IV i Elżbiety; w latach 1326–1365 książę wołogosko-rugijski (wraz z braćmi Bogusławem V i Barnimem IV) oraz 1365–1368 (wespół z Bogusławem V), w latach 1368-1390 książę szczecinecki.

## Życie i panowanie
Warcisław V został dopuszczony do czynności prawnych, po osiągnięciu wieku sprawnego w 1339, choć przed 1346 wystawiał dokumenty z konsensem matki i swoich braci. Rządy samodzielne prawdopodobnie objął w wieku dwudziestu lat. 
11 lipca 1343, wespół z braćmi Bogusławem V oraz Barnimem IV uczestniczył w zawarciu sojuszu/paktu z królem polskim Kazimierzem Wielkim. Książęta pomorscy zobowiązali się do dostarczenia posiłków w sile 400. zbrojnych na wypadek otwartego konfliktu z Zakonem krzyżackim oraz zakazu przemieszczania się rycerzy z Europy Zachodniej przez ziemie pomorskie do zakonnych. 
Na skutek zatargu o ziemie pomorskie, po śmierci Barnima IV w 1365 – Warcisław V przy pomocy książąt meklemburskich zabiegał o wydzielenie na jego rzecz osobnego księstwa/dzielnicy. W wyniku podziału ziem z 25 maja 1368 oraz 8 czerwca 1372 (ostateczna ugoda), władał do śmierci niewielkim, niezależnym księstwem szczecineckim, jednocześnie tytułowano go „panem na Sundzie”, od związków ze Strzałowem (dziś Stralsund). 
Mimo otrzymania wydzielonego księstwa i szóstej części z jego dochodów, nie zajmował się skutecznie sprawowaniem władzy. Oddawał się uciechom, zabawie, podróżom, myślistwu i hodowli dzikich zwierząt.   
Prawdopodobnie nie był żonaty, choć w literaturze przedmiotu pojawiają się informacje o ewentualnym mariażu. Genealogia jednak odrzuca jakiekolwiek związki małżeńskie. Pochowany został w klasztorze Benedyktynów w Pudagli na wyspie Uznam. 

### Genealogia
| Bogusław IV ur. w okr. 1254–1255 zm. 19 II 1309 | Bogusław IV ur. w okr. 1254–1255 zm. 19 II 1309 |                                                                    |                                                                    | Małgorzata ur. w okr. 1265–1271 zm. po 4 XII 1315, p. 1317 | Małgorzata ur. w okr. 1265–1271 zm. po 4 XII 1315, p. 1317 |  |  | Herman III Długi ur. ok. 1275 zm. 1 II 1308 | Herman III Długi ur. ok. 1275 zm. 1 II 1308 |                                                                          |                                                                          | Anna Habsburżanka ur. 1280 zm. 1327 | Anna Habsburżanka ur. 1280 zm. 1327 |
|                                                 |                                                 |                                                                    |                                                                    |                                                            |                                                            |  |  |                                             |                                             |                                                                          |                                                                          |                                     |                                     |
|                                                 |                                                 |                                                                    |                                                                    |                                                            |                                                            |  |  |                                             |                                             |                                                                          |                                                                          |                                     |                                     |
|                                                 |                                                 | Warcisław IV ur. w okr. 11–27 V 1291 zm. w okr. 31 VII–1 VIII 1326 | Warcisław IV ur. w okr. 11–27 V 1291 zm. w okr. 31 VII–1 VIII 1326 |                                                            |                                                            |  |  |                                             |                                             | Elżbieta ur. w okr. 1300–1304 zm. w okr. II–III 1355 lub przed 2 II 1356 | Elżbieta ur. w okr. 1300–1304 zm. w okr. II–III 1355 lub przed 2 II 1356 |                                     |                                     |
|                                                 |                                                 |                                                                    |                                                                    |                                                            |                                                            |  |  |                                             |                                             |                                                                          |                                                                          |                                     |                                     |
|                                                 |                                                 |                                                                    |                                                                    |                                                            |                                                            |  |  |                                             |                                             |                                                                          |                                                                          |                                     |                                     |
|                                                 |                                                 |                                                                    |                                                                    |                                                            |                                                            |  |  |                                             |                                             |                                                                          |                                                                          |                                     |                                     |

|  |  |  |  | Warcisław V (Ojcze Nasz) (ur. ok. lub zap. 1 XI 1326, zm. w okr. 18 X–31 XII 1390) |

### Opracowania
- Kazimierz Kozłowski, Jerzy Podralski, Gryfici. Książęta Pomorza Zachodniego, Szczecin: Krajowa Agencja Wydawnicza, 1985, ISBN 83-03-00530-8, OCLC 189424372. Brak numerów stron w książce
- Edward Rymar, Rodowód książąt pomorskich, Szczecin: Książnica Pomorska im. Stanisława Staszica, 2005, ISBN 83-87879-50-9, OCLC 69296056. Brak numerów stron w książce

### Literatura dodatkowa (online)
- Madsen U., Wartislaw V. Herzog von Pommern-Stralsund (niem.), [dostęp 2012-06-21].